# T-150 重型戰車
T-150重型戰車（俄语：Объект 150），又称KV-150或150工程，是蘇聯於1940年夏季研發的重型戰車。它是KV-1重型戰車的改良版本，車輛重達50噸，首次投入作戰是1941年的列寧格勒戰役。

## 歷史信息
1940年11月1日，基洛夫工廠準備了兩個KV坦克的研發計劃方案。其中一個計劃於十月底完成，第二個計劃在十一月完成。到1940年12月1日基洛夫工廠是已製作出了兩個KV計劃方案的原型車，當中90毫米裝甲的方案即為T-150。

## 实战运用
1941年苏德战争爆发后，基洛夫工厂被迫停止了KV-1坦克的改进计划，并撤退至車里雅賓斯克。
1941年10月11日，唯一的T-150重型坦克样车被编入第123坦克旅，奔赴列寧格勒保卫戰前线。
1943年5月18日，根据近卫第31坦克团的纪录，T-150在战斗中被击毁，随即被拖回第371号工厂维修。
同年7月，该车重返战场，参与解放列宁格勒州马里诺区的攻势。
在7月22日的战斗中，T-150击毁工事5座、机枪阵地2个、毙敌36人；激战中T-150履带被击毁，车长库克辛少尉带头在炮火中将其修复，继续追击德軍，并坚守防线长达四天，他因此获得红星勋章。
1943年8月18日，近卫第31坦克团奉命夺取莫伊卡河的滩头阵地，结果损失惨重。第4连的10辆坦克中仅1辆幸存，T-150也在这场战斗中被击毁，车长库克辛少尉连同炮手和驾驶员陣亡。
同年8月底，这辆饱经战火的坦克再次被拖回第371工厂，但工厂决定就地报废，不再维修，T-150的战斗生涯就此结束。

## 备注
1. ↑  该旅的所有KV-1坦克全部将首上装甲加强至90毫米。